# Samostan Čimi
Samostan Čimi (Chimi Lhakhang) tudi imenovan Čime (Chagri Dorjeden) je budistični samostan (lhakhang) ali tempelj v okraju Punakha, v Butanu. Stoji blizu vasi Sopsoka, na hribu pod cesto Metshina-Punakha. Zgradil ga je Ngavang Čoegjel leta 1499, ko je bil 14. Drukpa voditelj in bratranec lame Künlej-a v njegovo čast, ker naj bi ta na tem mestu ukrotil demonko iz bližnjega prelaza Doču La s svojo 'čarobno strelo modrosti'. 'Božji norec' ali nori svetnik, lama Drukpa Künlej (1455–1529), je istem mestu zgradil še vedno stoječi Čorten.
Ta 'božji norec' je bil znan po svojem nekonvencionalnem načinu poučevanja budizma s petjem, po njegovem humorju in nezaslišanem vedenju, ki je bilo v dobršni meri bizarno, šokantno in s spolnim pridihom. Bil je tudi svetnik, ki je zagovarjal uporabo simbolov falusa na stenskih poslikavah in kot letečih izrezljanih lesenih falusov pod strešnim robom na vseh štirih vogalih hiš. V samostanu se hrani originalni leseni simbol falusa, ki ga je Künlej prinesel iz Tibeta. Ta lesen falus je okrašen s srebrnim ročajem in se uporablja za blagoslavljanje ljudi, ki so prišli na romanje v samostan, še posebej žensk, ki si želijo blagoslova, da bi zanosile. Tradicija v samostanu je, da prispele romarje udarijo po glavi s 25 cm dolgim lesenim falusom (penisom v erekciji). Tradicionalno so v Butanu simboli penisa v erekciji namenjeni odganjanju zlonamernih oči in zlobnih ogovarjanj.

## Geograska lega
Samostan ali tempelj leži 10 km od Punakhe blizu vasi Sopsoka iz katere vodi 20 minutna pot po blatni ali prašni poti skozi riževa polja do okroglega hribčka s samostanom in čortenom.  Molilne zastavice so nanizane celo pot od majne vaške koče, imenovane Jovaka, ob potoku do samostana. Vse hiše imajo na zunanjih zidovih narisane faluse. Lama Künlej je hribček na katerem stoji samostan imenoval ženska dojka zaradi okrogle oblike.

## Arhitektura samostana in tradicije
Sama zgradba samostana je skromnih razsežnosti, kvadratne oblike s pozlačeno 'kapo'. Zgradba ima značilno zlatorumeno barvo strehe. Blizu vhoda v samostan je manjši čorten, ki označuje mesto kjer je lama Künlej ukrotil demonko. Dvorana za molitve v samostanu ima tantrične pripomočke, tangke, zvonce, bobne, rogove, dordžije in kangd. Kip Künleja v meniški halji je v središču oltarja v nagibajočem položaju s keramičnim kipom njegovega psa Sačija. Po samostanu se vrstijo tudi slike šabdrunga Ngavang Namgjala, Gautama Bude in Avalokiteśvara. Ženske, ki pridejo v samostan po blagoslov, da bi imele otroke, po glavi udari prisoten lama s slonokoščenim, lesenim ali izdelanim iz kosti falusom. Ženske prihajajo v samostan tudi, da bi izbrale ime za otroka, ki bo rojen, kar storijo tako, da potegnejo bambusov listič na oltarju z imenom. V samostanu je tudi več fresk na stenah, ki prikazujejo barvito življenje 'norega svetnika'.